# Hydnophytum oblongum
Hydnophytum oblongum là một loài thực vật có hoa trong họ Thiến thảo. Loài này được (Benth.) Becc. mô tả khoa học đầu tiên năm 1884.